# Neder-Silezisch voetbalkampioenschap 1926/27
In 1926/27 werd het zestiende Neder-Silezisch voetbalkampioenschap gespeeld, dat georganiseerd werd door de Zuidoost-Duitse voetbalbond. De competitie werd in twee reeksen verdeeld, beide groepswinnaars bekampten elkaar voor de titel. 
VfB Liegnitz werd kampioen en plaatste zich voor de Zuidoost-Duitse eindronde. De club werd zesde op acht clubs in de groepsfase.

## Bezirksliga

### Afdeling A
| Plaats | Club                               | Wed. | W | G | V | Saldo | Ptn  |
| ------ | ---------------------------------- | ---- | - | - | - | ----- | ---- |
| 1.     | VfB Liegnitz                       | 8    | 6 | 1 | 1 | 23:13 | 13:3 |
| 2.     | FC Blitz 03 Liegnitz               | 8    | 5 | 2 | 1 | 18:13 | 12:4 |
| 3.     | DSC Neusalz                        | 8    | 3 | 1 | 4 | 12:15 | 7:9  |
| 4.     | Vereinigte Grünberger Sportfreunde | 8    | 2 | 1 | 5 | 14:13 | 5:11 |
| 5.     | SC Jauer                           | 8    | 1 | 1 | 6 | 4:17  | 3:13 |

|  | Geplaatst voor finale |

### Afdeling B
| Plaats | Club                             | Wed. | W | G | V | Saldo | Ptn  |
| ------ | -------------------------------- | ---- | - | - | - | ----- | ---- |
| 1.     | SC Preußen 1911 Glogau           | 8    | 6 | 1 | 1 | 11:13 | 13:3 |
| 2.     | FV 1920 Züllichau                | 8    | 5 | 0 | 3 | 3:5   | 10:6 |
| 3.     | SpVgg 1896 Liegnitz              | 8    | 4 | 1 | 3 | 12:8  | 9:7  |
| 4.     | Vgt. Sportfreunde Preußen Wohlau | 8    | 3 | 2 | 3 | 3:3   | 8:8  |
| 5.     | SVgg Schutzpolizei Liegnitz      | 8    | 0 | 0 | 8 | 0:0   | 0:16 |

|  | Geplaatst voor finale     |
|  | Degradatie naar 1. Klasse |

## Finale
|                  |                   |       |              |        |
| 13 februari 1927 | SC Preußen Glogau | 0 – 9 | VfB Liegnitz | Glogau |
| 13 februari 1927 |                   |       |              | Glogau |

|                 |              |       |                   |          |
| 20 februari 127 | VfB Liegnitz | 6 – 2 | SC Preußen Glogau | Liegnitz |
| 20 februari 127 |              |       |                   | Liegnitz |